# Anno Dracula
Anno Dracula é um romance de 1992, do escritor britânico, Kim Newman, o primeiro da série Anno Dracula. É um romance histórico, que utiliza a Inglaterra do século XIX como cenário e seus personagens históricos e personalidades, juntamente com personagens de ficção popular. A interação entre os seres humanos que optaram por se "transformar" em vampiros e aqueles que são "quentes" (seres humanos) é o pano de fundo para a trama que acompanha os assassinatos políticos de Jack, o Estripador contra vampiras prostitutas. O leitor é alternadamente e simpaticamente apresentado a vários pontos de vista. Os personagens principais são Jack, o Estripador, e seus caçadores, Charles Beauregard (um agente do Diogenes Club) e Geneviève Dieudonné, uma vampira sênior.

## Sinopse
Conde Drácula não sucumbiu diante de Van Helsing e de seus destemidos companheiros. Ao contrário. O Rei dos Vampiros derrotou-os, desposou a Rainha Vitória, nomeou discípulos para funções burocráticas do Império e espalhou sua linhagem sombria por toda Inglaterra. No coração da Londres vitoriana, um assassino está mutilando jovens vampiras e ameaçando a estabilidade do novo regime. Seu nome, Jack, o Estripador.
Sofisticado e original, Anno Dracula recria um universo extraordinário no qual transitam os mais diversos - e improváveis - personagens, todos reunidos sob a névoa que inebria a imaginação do leitor. Uma aventura sarcástica e sangrenta que eleva Kim Newman à condição de mestre da literatura de horror. 

## Pessoas históricas mencionadas ou que aparecem como personagens
- Frederick Abberline
- Edward Aveling
- Barbara de Celje (aqui diz-se que uma das três Noivas de Drácula)
- Elizabeth Báthory (sua descrição é semelhante a do filme de terror alemão-belga de 1971, Les lèvres rouges)
- Annie Besant
- Billy the Kid
- Catarina II da Rússia
- Conde de St. Germain (a ideia de que ele era um vampiro vem de "Hotel Transilvânia" e suas sequelas por Chelsea Quinn Yarbro)
- Annie Chapman
- Marie Corelli
- Montague Druitt
- Edward VII
- Robert Cunninghame-Graham
- WS Gilbert
- Frank Harris
- Henry Hyndman
- James McNeil Whistler
- Eleanor Marx
- Henry Matthews
- Joseph Merrick
- William Morris
- Mary Ann Nichols
- Beatrice Potter
- George Bernard Shaw
- Emma Elizabeth Smith
- William Thomas Stead
- Bram Stoker
- Florence Stoker
- Arthur Sullivan
- Algernon Charles Swinburne
- Martha Tabram
- Alfred Tennyson
- Vlad Tepes * (aqui diz-se que a mesma pessoa que Dracula)
- Rainha Vitoria *
- Charles Warren
- Theodore Watts-Dunton
- Orson Welles
- Oscar Wilde *
- Antoine Augustin Calmet

## Personagens de ficção
| Personagem                                                   | Origem                                      |
| ------------------------------------------------------------ | ------------------------------------------- |
| Adam Adamant                                                 | Adam Adamant Lives!                         |
| Baron Meinster                                               | As Noivas do Vampiro                        |
| Kurt Barlow                                                  | A Hora do Vampiro                           |
| Noivas de Drácula                                            | Drácula                                     |
| Sir Danvers Carew                                            | O médico e o monstro                        |
| Carnacki                                                     | Carnacki, the Ghost-Finder                  |
| Barnabas Collins                                             | Dark Shadows                                |
| Conde Drácula*                                               | Drácula                                     |
| Daniel Dravot*                                               | O homem que queria ser rei                  |
| Gunga Din                                                    | Gunga Din                                   |
| Soames Forsyte                                               | The Forsyte Saga                            |
| Fu Manchu (referido como o 'O Celestial')                    | O Mistério do Dr. Fu-Manchu                 |
| Griffin                                                      | O Homem Invisível                           |
| Basil Hallward                                               | O Retrato de Dorian Gray                    |
| Mina Harker                                                  | Drácula                                     |
| Mycroft Holmes*                                              | As memórias de Sherlock Holmes              |
| Sherlock Holmes                                              | Um Estudo em Vermelho                       |
| Elder Chinese Vampire                                        | Mr. Vampire                                 |
| Doutor Henry Jekyll e Edward Hyde                            | O médico e o monstro                        |
| Carmilla Karnstein                                           | Carmilla                                    |
| Kostaki                                                      | The Pale Lady                               |
| Inspetor Lestrade*                                           | Um Estudo em Vermelho                       |
| Lestat de Lioncourt                                          | Entrevista com o Vampiro                    |
| Macheath                                                     | Die Dreigroschenoper                        |
| Príncipe Mamuwalde                                           | Blacula                                     |
| Almirante Sir Mandeville Messervy (ancestral presumido de M) | Original                                    |
| Sebastian Moran                                              | O Retorno de Sherlock Holmes                |
| Doutor Moreau                                                | A Ilha do Doutor Moreau                     |
| Professor Moriarty                                           | As memórias de Sherlock Holmes              |
| O Murgatroyds                                                | Ruddigore                                   |
| Coude Orlok                                                  | Nosferatu                                   |
| Allan Quatermain                                             | As Minas do Rei Salomão                     |
| Rupert de Hentzau                                            | O Prisioneiro de Zenda                      |
| Lord Ruthven*                                                | O Vampiro                                   |
| Kate Reed                                                    | Rascunho de Drácula                         |
| John Reid                                                    | Lone Ranger                                 |
| John Seward                                                  | Drácula                                     |
| Bill Sikes                                                   | Oliver Twist                                |
| Sir Francis Varney                                           | Varney                                      |
| Conde Von Krolock                                            | The Fearless Vampire Killers                |
| Conde Yorga                                                  | Count Yorga, Vampire                        |
| Carl Kolchak                                                 | The Night Stalker                           |
| Waverly (presumido ancestral de Alexander Waverly)           | Original                                    |
| A. J. Raffles                                                | The Amateur Cracksman                       |
| Doutor Antonio Nikola                                        | A Bid for Fortune: ou, Dr Nikola's Vendetta |
| Clayton                                                      | O Cão dos Baskervilles                      |
| Lord John Roxton                                             | The Lost World                              |
| Arthur Holmwood                                              | Drácula                                     |
| Lucy Westenra                                                | Drácula                                     |
| Abraham Van Helsing                                          | Drácula                                     |
| Renfield                                                     | Drácula                                     |
| Jonathan Harker                                              | Drácula                                     |
| Quincey Morris                                               | Drácula                                     |
| Lulu Schon                                                   | Pandora's Box                               |
| Geneviève Dieudonné*                                         | Drachenfels                                 |
| Chandagnac                                                   | Drachenfels                                 |
| O velho Jago                                                 | A Child of the Jago                         |
| Ivan Dragomiloff                                             | The Assassination Bureau, Ltd               |
| Countess Geschwitz                                           | Pandora's Box                               |
| Melissa d'Acques                                             | Drachenfels                                 |
| Counde Brastov                                               | The Soft Whisper of the Dead                |
| Príncipe Conrad Vulkan                                       | They Thirst                                 |
| Don Sebastian de Villanueva                                  | The Black Castle                            |
| Edward Weyland                                               | The Vampire Tapestry                        |
| Baron Karnstein                                              | Carmilla                                    |
| Lady Adelina Ducayne                                         | Good Lady Ducayne'                          |
| Sarah Kenyon                                                 | The Tomb of Sarah                           |
| Ethelind Fionguala                                           | Ken's Mystery                               |
| Condessa Dolingen                                            | Dracula's Guest and Other Weird Stories     |
| Amahagger                                                    | Ela, a Feiticeira                           |
| Ezzelin von Klatka                                           | The Mysterious Stranger                     |
| Conde Vardalek                                               | The True Story of a Vampire                 |
| Madame de la Rougierre                                       | Tio Silas                                   |
| Clarimonde                                                   | La Morte Amoureuse                          |
| Martin Hewitt                                                | Martin Hewitt, Investigator                 |
| Max Carrados                                                 | Max Carrados                                |
| Augustus Van Dusen                                           | The Thinking Machine                        |
| Cotford                                                      | Rascunho de Drácula                         |
| Mrs. Warren                                                  | Mrs. Warren's Profession                    |
| Inspector Mackenzie                                          | The Amateur Cracksman                       |
| Berserker o cachorro                                         | Drácula                                     |
| Wurdalak                                                     | Black Sabbath                               |
| Louis Bauer                                                  | Gas Light                                   |
| Edward Malone                                                | The Adventure of the Grinder's Whistle      |
| A Wessex Cup Winner                                          | As memórias de Sherlock Holmes              |
| Mrs. Amworth                                                 | Mrs. Amworth                                |
| Henry Wilcox                                                 | Howards End                                 |
| General Zaroff                                               | The Most Dangerous Game                     |
| Lucian de Terre                                              | The Werewolves of London                    |
| Conde Mitterhouse                                            | Vampire Circus                              |
| Armand Tesla                                                 | The Return of the Vampire                   |
| Conde Duval                                                  | El Vampiro                                  |
| Condessa Marya Zaleska                                       | A Filha de Drácula                          |
| Asa Vajda                                                    | Black Sunday                                |
| Martin Cuda                                                  | Martin                                      |
| Anthony                                                      | The Night Stalker                           |
| Caleb Croft                                                  | Grave of the Vampire                        |
| Dr. Ravna                                                    | The Kiss of the Vampire                     |
| Dr. Callistratus                                             | Blood of the Vampire                        |

## Recepção da crítica
A partir da capa do livro: "Brilhante romance de vampiro, o mais majestosamente audacioso até hoje" (Locus); "Uma turnê forte que sucede de forma brilhante." (Times); "Um casamento maravilhoso de sátira política, intriga melodramática, horror gótico, e romance histórico." (The Independent).